# (5003) Silvanominuto
(5003) Silvanominuto – planetoida z pasa głównego asteroid okrążająca Słońce w ciągu 3 lat i 139 dni w średniej odległości 2,25 j.a. Została odkryta 15 marca 1988 roku w Europejskim Obserwatorium Południowym przez Waltera Ferreri. Nazwa planetoidy pochodzi od Silvano Minuto (ur. 1940), astronoma amatora, założyciela Obserwatorium Suno. Nazwa została zaproponowana przez S. Foglię. Przed nadaniem nazwy planetoida nosiła oznaczenie tymczasowe (5003) 1988 ER2.